# Wilson Cary Nicholas
Wilson Cary Nicholas (né le 31 janvier 1761 à Williamsburg – mort le 10 octobre 1820 à Charlottesville) est un homme politique américain.

## Biographie
Élève du Collège de William et Mary, il commanda unités de volontaires de Virginie en 1780 durant la Guerre d'indépendance des États-Unis.
Après la guerre, il est membre de la Virginia House of Delegates de 1784 à 1789 et délégué à la ratification de la convention de 1788 qui a approuvé la Constitution fédérale.
Durant la période de 1794 à 1800, Nicholas a servi de nouveau dans la State house of delegates. Il est élu en tant que démocrate-républicain au Sénat des États-Unis. Il siégea de 1799 à 1804, et démissionna pour devenir collecteur du port de Norfolk de 1804 à 1807.
Il a été élu à la Chambre des représentants des États-Unis dans les dixième et onzième Congrès et a siégé du 4 mars 1807 au 27 novembre 1809.
Nicholas a été gouverneur de Virginie de 1814 à 1817.
Nicholas a aussi été président de la succursale de Richmond de la Second Bank of the United States. Ses spéculations sur les terres de l'Ouest a mis en situation de surendettement au cours de la panique de 1819. Ayant convaincu Thomas Jefferson à approuver deux de ses notes pour 10 000 $ chacune, il a aussi plongé Jefferson dans la dette.
Le comté de Nicholas a été nommé en son honneur.
Wilson Cary Nicholas est le frère de George Nicholas et l'oncle de Robert C. Nicholas. Beau-frère de Samuel Smith et de Robert Smith, il est le père de Robert Carter Nicholas et le beau-père de Thomas Jefferson Randolph (en) (petit-fils de Thomas Jefferson).

## Sources
- (en) Cet article est partiellement ou en totalité issu de l’article de Wikipédia en anglais intitulé « Wilson Cary Nicholas » (voir la liste des auteurs).
- Notices d'autorité :   - VIAF
  - ISNI
  - LCCN
  - GND
  - WorldCat
- Ressources relatives à la vie publique :   - Biographical Directory of the United States Congress
  - National Governors Association
- Notices dans des dictionnaires ou encyclopédies généralistes :   - American National Biography
  - Encyclopedia Virginia